# Rossomyrmex proformicarum
Rossomyrmex proformicarum je vrsta mrava tvorca robova u potporodici Formicinae. Poreklom je iz Rusije.
Postoje još dve srodne vrste: Rossomyrmex minuchae Tinaut, 1981 koji naseljava Španiju i Rossomyrmex proformicarum Arnol'di, 1928 koji naseljava Zakavkazje.

## Spoljašnje veze
- Mediji vezani za članak Rossomyrmex proformicarum na Vikimedijinoj ostavi